# Словенија на Светском првенству у атлетици на отвореном 2023.
Словенија је на 19. Светском првенству у атлетици на отвореном 2023. одржаном у Будимпешти од 19. до 27. августа учествовала шеснаести пут, односно учествовала је под данашњим именом на свим првенствима од 1993. до данас. Репрезентацију Словеније представљало је 12 такмичара (2 мушкарца и 10 жена) који су се такмичили у 11 дисциплина (2 мушке и 9 женских).,
На овом првенству представници Словеније су освојили 1 медаљу (1 сребрну). Овим успехом Словенија је делила 27 место у укупном пласману освајача медаља. У табели успешности према броју и пласману такмичара који су учествовали у финалним такмичењима (првих 8 такмичара) Словенија је са 3 учесника у финалу делила 25. место са 15 бодова.
| Плас. | Земља     | 1. место | 2. место | 3. место | 4. место | 5. место | 6. место | 7. место | 8. место | Бр. финал. | Бод. |
| ----- | --------- | -------- | -------- | -------- | -------- | -------- | -------- | -------- | -------- | ---------- | ---- |
| =25   | Словенија | 0        | 1        | 0        | 1        | 0        | 1        | 0        | 0        | 3          | 15   |

## Учесници
| Мушкарци: - Matic Ian Guček — 400 м препоне - Кристјан Чех — Бацање диска | Жене: - Анита Хорват — 800 м - Неја Кршинар — Маратон - Ника Глојнарич — 100 м препоне - Агата Зупин — 400 м препоне - Маруша Мишмаш-Зримшек — 3.000 м препреке - Лиа Апостоловски — Скок увис - Тина Шутеј — Скок мотком - Неја Филипич — Троскок - Ева Пепелнак — Троскок - Мартина Ратеј — Бацање копља |

## Освајачи медаља (1)

### Сребро (1)
- Кристјан Чех — Бацање диска

## Резултати

### Мушкарци
| Атлетичар       | Дисциплина    | Лични рекорд | Квалификације | Квалификације | Полуфинале           | Полуфинале           | Финале               | Финале       | Детаљи |
| Атлетичар       | Дисциплина    | Лични рекорд | Резултат      | Место         | Резултат             | Место                | Резултат             | Место        | Детаљи |
| --------------- | ------------- | ------------ | ------------- | ------------- | -------------------- | -------------------- | -------------------- | ------------ | ------ |
| Matic Ian Guček | 400 м препоне | 48,91        | 49,40         | 5. у гр. 1    | Није се квалификовао | Није се квалификовао | Није се квалификовао | 25 / 41 (43) |        |
| Кристјан Чех    | Бацање диска  | 71,86 НР     | 65,95 кв      | 1. у гр. Б    |                      |                      | 70,02                |              |        |

### Жене
| Атлетичарка           | Дисциплина       | Лични рекорд | Квалификације    | Квалификације | Полуфинале            | Полуфинале            | Финале                | Финале       | Детаљи |
| Атлетичарка           | Дисциплина       | Лични рекорд | Резултат         | Место         | Резултат              | Место                 | Резултат              | Место        | Детаљи |
| --------------------- | ---------------- | ------------ | ---------------- | ------------- | --------------------- | --------------------- | --------------------- | ------------ | ------ |
| Анита Хорват          | 800 м            | 1:58,73      | 2:00,06(.055) КВ | 3. у гр. 5    | 2:00,54               | 7. у гр. 1            | Није се квалификовала | 16 / 56      |        |
| Неја Кршинар          | Маратон          | 2:35:30      |                  |               |                       |                       | 2:45:40 ЛРС           | 63 / 65 (78) |        |
| Ника Глојнарич        | 100 м препоне    | 12,92        | 13,13            | 8. у гр. 5    | Нису се квалификовале | Нису се квалификовале | Нису се квалификовале | 35 / 43      |        |
| Агата Зупин           | 400 м препоне    | 55,96 НР     | 57,62            | 8. у гр. 5    | Нису се квалификовале | Нису се квалификовале | Нису се квалификовале | 36 / 41      |        |
| Маруша Мишмаш-Зримшек | 3.000 м препреке | 9:10,07 НР   | 9:21,79 КВ       | 4. у гр. 3    |                       |                       | 9:06,37 НР, ЛР        | 6 / 35       |        |
| Лиа Апостоловски      | Скок увис        | 1,92         | 1,89 кв          | 4. у гр. Б    | 1,90 =ЛРС             | 9 / 34 (35)           |                       |              |        |
| Тина Шутеј            | скок мотком      | 4,82         | 4,65 КВ          | 4. у гр. Б    | 4,80 НР, ЛР           | 4 / 32 (37)           |                       |              |        |
| Неја Филипич          | Троскок          | 14,42        | 13,64            | 14. у гр. А   | Нису се квалификовале | 25 / 36               |                       |              |        |
| Ева Пепелнак          | Троскок          | 14,00        | 13,60            | 12. у гр. Б   | Нису се квалификовале | 28 / 36               |                       |              |        |
| Мартина Ратеј         | Бацање копља     | 67,16 НР     | 54,41            | 18. у гр. А   | Нису се квалификовале | 29 / 34 (36)          |                       |              |        |